# 丹麥的夏洛特公主
丹麥的夏洛特（丹麥語：Charlotte af Danmark，1789年10月30日—1864年3月28日），丹麥王子弗雷德里克的第三女（長女夭折，相當於次女），國王克里斯蒂安八世的妹妹。她是国王乔治五世和沙皇尼古拉二世的曾祖母。

## 家庭
1810年，夏洛特與黑森-卡塞爾王子威廉結婚，共有1子5女：
- 卡羅琳·弗里德莉克·瑪麗（1811年—1829年），早逝
- 瑪麗·路易絲·夏洛特（1814年—1895年），安哈特-德紹親王妃
- 路易絲（1817年—1898年），丹麥王后
- 腓特烈·威廉（1820年—1884年），1875年成為黑森-卡塞爾家族首領
- 奧古絲特·索菲（1823年—1899年），布里克森-費尼克男爵夫人
- 索菲·威廉明妮（1827年—1827年），夭折

## 丹麥王位繼承
1848年，夏洛特的哥哥克里斯蒂安八世逝世，其獨子弗雷德里克七世繼位。弗雷德里克七世與王位第一繼承人、夏洛特的弟弟斐迪南都沒有子女，因此未來王位將會傳到夏洛特的兒子腓特烈·威廉手上。俄國要求夏洛特放棄她與她兒子的繼承權，好讓夏洛特的女婿、什勒斯維希-霍爾斯坦公國的克里斯蒂安繼承王位。1852年，克里斯蒂安被選為王位繼承人，並於1863年繼位為第一位格呂克斯堡王朝的丹麥國王，稱克里斯蒂安九世。